# The Saddest Music in the World
The Saddest Music in the World és una pel·lícula canadenca de 2003 dirigida per Guy Maddin. Amb un pressupost de 3,8 milions de dòlars i rodada durant 24 dies, la pel·lícula suposa la primera col·laboració de Maddin amb l'actor Isabella Rossellini.
Maddin i el coguionista George Toles van basar la pel·lícula en un guió original escrit pel novel·lista britànic Kazuo Ishiguro, del qual van mantenir "el títol, la premissa i el concurs, per determinar quina música del país era la més trista", però la va tornar a escriure d'una altra manera. Com la majoria de les pel·lícules de Guy Maddin, The Saddest Music in the World es filma amb un estil que imita el cinema de finals de la dècada de 1920 i principis dels anys 30, amb fotografia granulada en blanc i negre, so lleugerament dessincronitzat i disseny d'art expressionista. Algunes escenes es filmen en color, d'una manera que imita el primer Technicolor de dues tires.

## Argument
Durant la Gran Depressió de 1933 a Winnipeg, Manitoba, Canadà, la baronessa de la cervesa Lady Helen Port-Huntley anuncia un concurs per trobar la música més trista del món, com a truc publicitari per promocionar la seva empresa, Muskeg Beer, ja que la prohibició està a punt d'acabar als Estats Units. El premi és de 25.000 dòlars "dòlars de l'era de la depressió" i músics d'arreu del món s'aboquen a Winnipeg per competir. Chester Kent, un productor frustrat de Broadway, decideix presentar-se al concurs representant Amèrica, tot i que és canadenc i originari de Winnipeg. Un vell endeví prediu la seva perdició, però Chester es burla d'aquesta predicció fent que la seva xicota amnèsica nimfòmana Narcissa el masturbi. També participaran al concurs el pare de Chester, Fiodor, que representa el Canadà, i el seu germà Roderick, que representa Sèrbia com "Gavrilo el Gran" (tot i que també és canadenc).
Es revela que Fiodor està enamorat de Helen, amb qui havia esperat casar-se. No obstant això, Helen i Chester van tenir una aventura, i es va produir un accident que va involucrar a tots tres quan Fiodor va sortir davant del cotxe de Chester mentre Helen estava fent sexe oral amb Chester. Com a resultat, les cames d'Helen van ser amputades i Fiodor es va convertir en alcohòlic, mentre que Chester va marxar a Broadway. Amb la tornada de Chester i la seva relació amb Helen renovada, Fiodor renuncia a la beguda i fa pròtesis de cames plenes de cervesa en un intent de guanyar-se l'amor d'Helen.
Mentrestant, Roderick descobreix que la xicota de Chester, Narcissa, és la seva dona desapareguda, que ha oblidat tant el seu matrimoni com el seu fill després de la mort del nen (Roderick porta el cor del nen en un pot, conservat en les seves pròpies llàgrimes). Helen prepara el concurs per afavorir Chester/Amèrica, i Fiodor/Canadà perd ràpidament després de cantar "Red Maple Leaves", tot i que Roderick/Serbia avança. Tot i que Roderick i Narcissa tenen relacions sexuals, ella encara no recorda el seu matrimoni, i ell trenca accidentalment el pot que conté el cor del seu fill (que està travessat per un fragment de vidre), i encara que Helen estima les seves noves potes de cervesa de vidre, encara odia Fiodor. Aleshores, Fiodor beu una pota de cervesa i cau pel terrat de la sala de concerts fins a morir.
Helen apareix a l'última actuació de Chester, però les seves cames es filtren i exploten quan canta en Roderick. Aleshores, Roderick canvia la seva melodia per tocar "The Song Is You", que havia jurat no interpretar fins que es retrobé amb la seva dona. La cançó recupera la memòria de Narcissa i Chester, mentrestant, és apunyalada fins a la mort per Helen (utilitzant un llarg fragment de les seves cames de vidre). Chester es nega a deixar que això l'entristeixi i s'allunya tambalejant, incendiant accidentalment l'edifici amb el seu cigar de la victòria. Chester mor tocant "The Song Is You" al piano mentre l'edifici es crema.

## Repartiment
- Mark McKinney com a Chester Kent
- Isabella Rossellini com a Lady Helen Port-Huntley
- Maria de Medeiros com a Narcissa
- David Fox com a Fyodor Kent
- Ross McMillan com a Roderick Kent / Gravillo the Great
- Louis Negin com a Vident Cec
- Darcy Fehr com a Teddy
- Claude Dorge com a Duncan Elksworth
- Talia Pura com a Mary
- Jeff Sutton com el jove Chester
- Graeme Valentin com el jove Roderick
- Maggie Nagle com la mare de Chester

## Llançament
The Saddest Music in the World es va estrenar als cinemes al Canadà el 7 de setembre de 2003, al Regne Unit el 25 d'octubre de 2003 i als Estats Units el 14 de febrer de 2004. MGM es va estrenar al vídeo domèstic en DVD el 16 de novembre de 2004. El DVD conté tres curtmetratges: A Trip to the Orphanage, Sombra Dolorosa i Sissy Boy Slap Party.

## Apremis i honors
Directors Guild of Canada:
- Guanyadora: Assoliment destacat en disseny de producció, llargmetratge - Matthew Davies
- Nominada: Assoliment destacat en direcció, llargmetratge - Guy Maddin
- Nominat: Assoliment destacat en muntatge d'imatges, llargmetratge - David Wharnsby

Premis Genie
- Guanyadora: Millor èxit en disseny de vestuari - Meg McMillan
- Guanyadora: Millor èxit en edició - David Wharnsby
- Guanyadora: Millor èxit en música, partitura original - Christopher Dedrick
- Nominada: Millor èxit a la direcció - Guy Maddin

U.S. Comedy Arts Festival
- Guanyadora: Premi del Jurat al Descobriment de Cinema, Millor Director - Guy Maddin

## Recepció crítica
The Saddest Music in the World va ser ben rebuda per la crítica. Al lloc web de l'agregador de ressenyes Rotten Tomatoes, la pel·lícula té una puntuació d'aprovació del 79% basada en 103 ressenyes, i una puntuació mitjana de 7,1/10. El consens crític del lloc web diu: "Guy Maddin recrea perfectament l'aspecte dels anys 30 en aquesta estranya pel·lícula." A Metacritic, la pel·lícula té una puntuació mitjana ponderada de 78 sobre 100, basada en 33 crítiques, que indica "crítiques generalment favorables".
The Christian Science Monitor va cridar l'atenció sobre "l'estil únic de Maddin... [que] porta la nostàlgia de les pel·lícules antigues més enllà del punt de ruptura, fent que la pel·lícula sembli i soni com una producció antiga que s'ha emmagatzemat sota el llit d'algú durant les últimes dècades, i ara arriba a la pantalla plena de fotogrames sovint empalmats i una banda sonora plena de borroses. Aquest no és un simple truc, sinó un ingredient bàsic de l'estètica de Maddin, que atorga afecte i consideració a tot el que passem per alt i menyspreem a la nostra vida quotidiana."
Roger Ebert va donar a la pel·lícula 3 1/2 de 4 estrelles, titllant-la de "totalment original" i assenyalant que "Mai no has vist una pel·lícula com aquesta, tret que hagis vist altres pel·lícules de Guy Maddin."